# Marta Dhanis

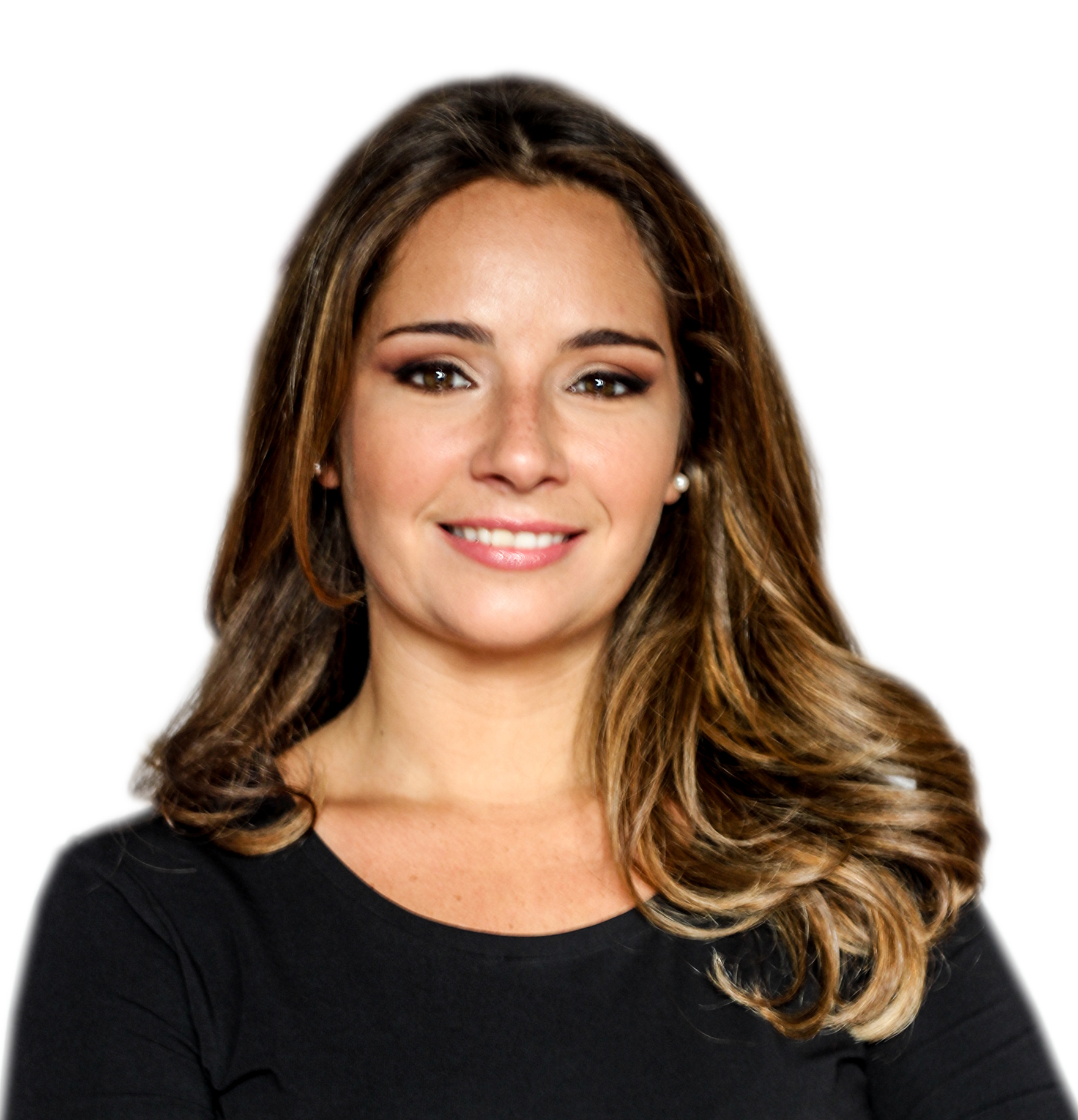
Marta Dhanis, foto por Prasad Siva

Marta Dhanis (Lisboa, 14 de outubro de 1982) é uma jornalista portuguesa    e autora.
Estreou-se no jornalismo aos 23 anos na TVI, quando começou a trabalhar como repórter de economia. Ainda em 2005, entrou para o site financeiro do Grupo Media Capital Agência Financeira, onde apresentava uma rubrica diária sobre bolsa e economia na TVI,TVI24 e diversas rádios. 
Em 2010, mudou-se para Nova Iorque, nos Estados Unidos, onde começou a trabalhar como correspondente para a TVI. Em abril de 2011, entrevistou em exclusivo Dominique Strauss-Kahn, na altura director-geral do Fundo Monetário Internacional (FMI), logo após o pedido de resgate de Portugal. Cobriu acontecimentos como o décimo aniversário dos Ataques de 11 de setembro de 2001, a Morte de Osama Bin Laden, o Caso George Wright, a Cimeira da NATO em Chicago, os Furacões Irene e Sandy, as Eleições Presidenciais dos EUA em 2012, o Tiroteio na escola primária de Sandy Hook, o Atentado à Maratona em Boston, os 50 anos do Assassinato de John F. Kennedy e o Pré-Mundial 2014 nos Estados Unidos.
Entrevistou ainda personalidades como Meredith Vieira, Nicholas Sparks e Thomas B. Edsall.
Em 2014, Dhanis lançou o livro O Caso Renato Seabra: Por Detrás das Cortinas, depois da cobertura do julgamento e condenação de Renato Seabra pelo assassinato de Carlos Castro.
Licenciada em Comunicação Social pela Universidade Católica Portuguesa, em Lisboa, em 2005. O seu percurso académico passou também pela Universidade Complutense de Madrid, em Espanha, e pela Universidade Columbia – Graduate School of Journalism, em Nova Iorque. 